# Pittura illusionistica

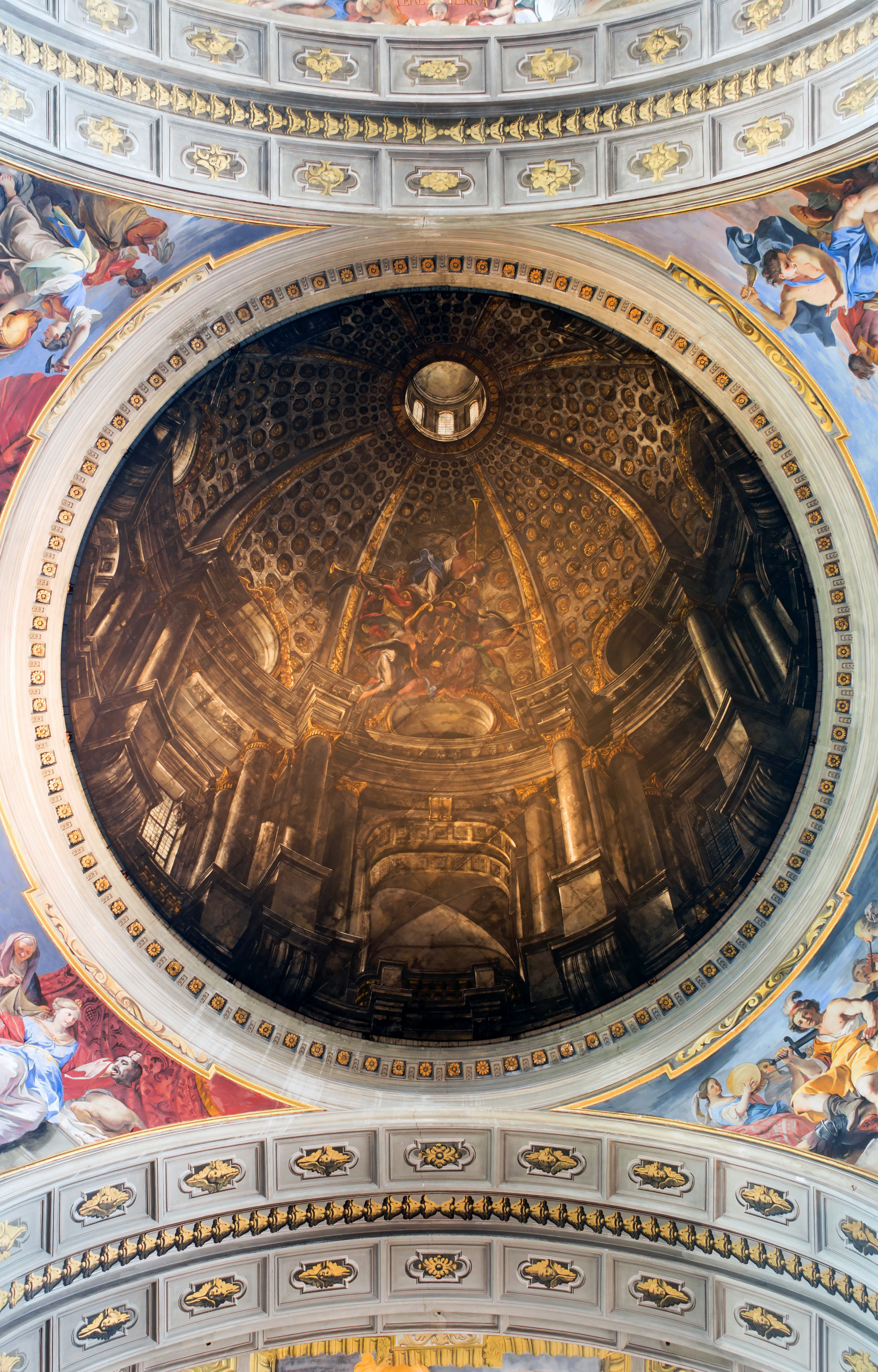
La prospettiva illusionistica della cupola della chiesa di Sant'Ignazio a Roma, dipinta da Andrea Pozzo a trompe-l'œil (1685) crea un effetto che estende illusoriamente l'altezza del soffitto.

La Pittura illusionistica, che include tecniche come il sotto in su e la quadratura, è un genere pittorico del Rinascimento, del Barocco e del Rococò, nel quale il trompe-l'œil, la prospettiva e altri effetti spaziali vengono impiegati per creare l'illusione di uno spazio tridimensionale dal punto di vista dello spettatore, su una superficie piatta, semicurva o curva. È di frequente utilizzato per simulare uno spazio a cielo aperto, come nel tondo di Andrea Mantegna dipinto nella Camera degli Sposi, o per la decorazione di cupole delle chiese come nel caso degli affreschi di Andrea Pozzo nella Chiesa di Sant'Ignazio di Loyola in Campo Marzio, a Roma. Si esprime anche con la pittura su superfici esterne, piatte o meno, quali false facciate, falsi angoli, ecc.

## Sotto in su

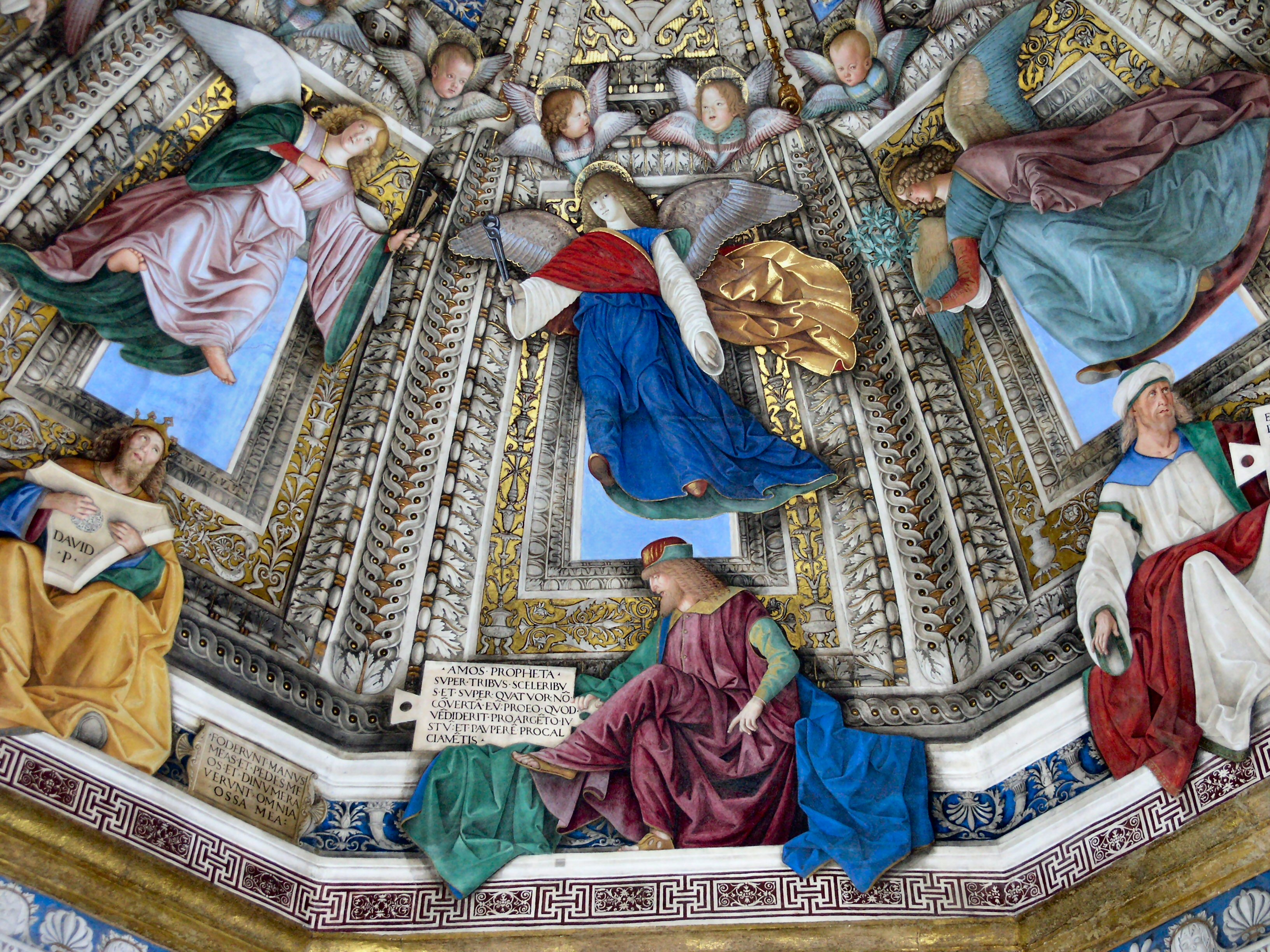
Melozzo da Forlì, Cupola della sagrestia di San Marco nella basilica di Loreto (dettaglio)

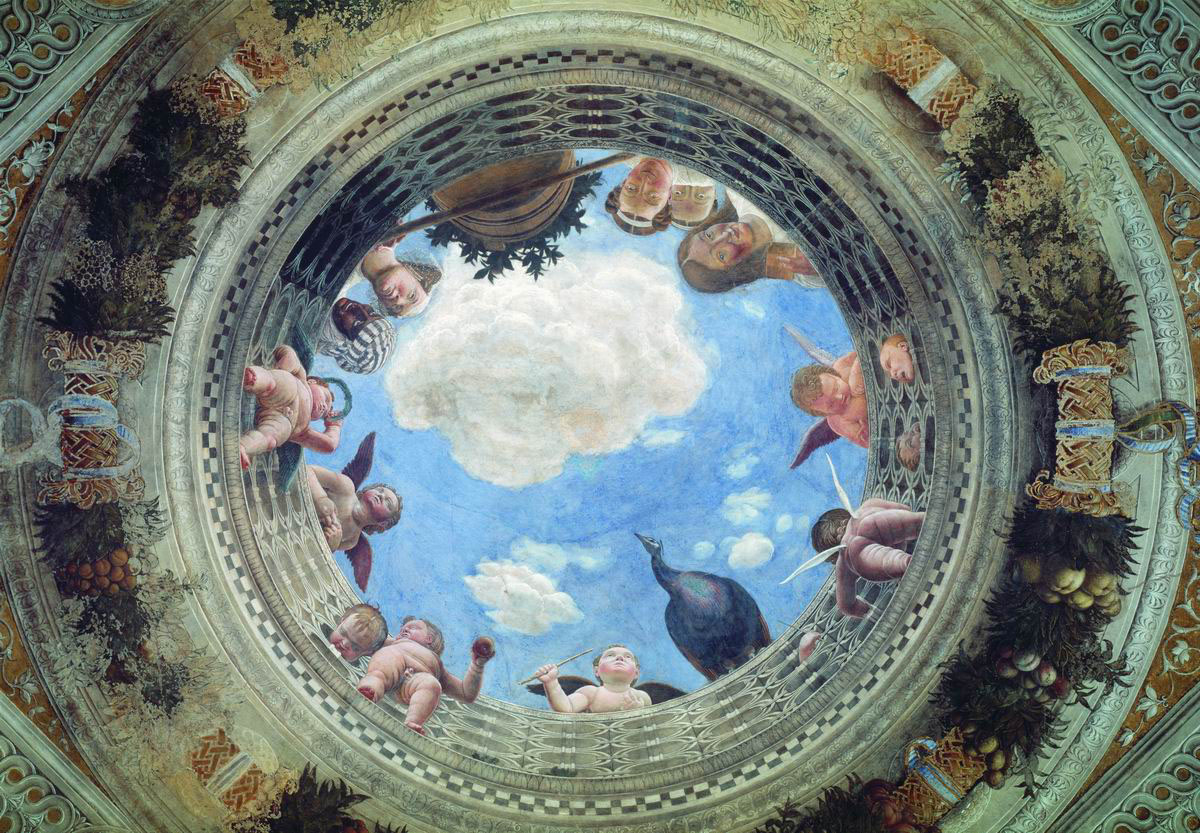
Andrea Mantegna, affresco della Camera degli Sposi del Palazzo Ducale di Mantova.

Il "sotto in su" fu una tecnica che si sviluppò nel Quattrocento e i cui più grandi rappresentanti furono Andrea Mantegna (che dipinse la Camera degli Sposi a Mantova) e Melozzo da Forlì, la cui posizione di pictor papalis e i cui affreschi in luoghi pubblici, come le chiese, ne resero le opere molto più celebri e capaci di esercitare ampia e profonda influenza. Il suo primato in questa tecnica è celebrato in una lapide, in lingua latina, posta oggi nello scalone d'onore del Palazzo del Quirinale, sotto un celebre lacerto d'affresco: il Cristo benedicente dello stesso Melozzo . Proprio da lui, infatti, gli artisti italiani di questa tecnica trarranno la cosiddetta "prospettiva melozziana". Un artista influenzato da Melozzo fu ad esempio Antonio da Correggio che operò nel Duomo di Parma.
Solitamente questa tecnica si avvale di finte strutture architettoniche che svaniscono in uno sfondo naturalistico (spesso un cielo), per dare l'illusione della profondità della prospettiva.

## Quadratura

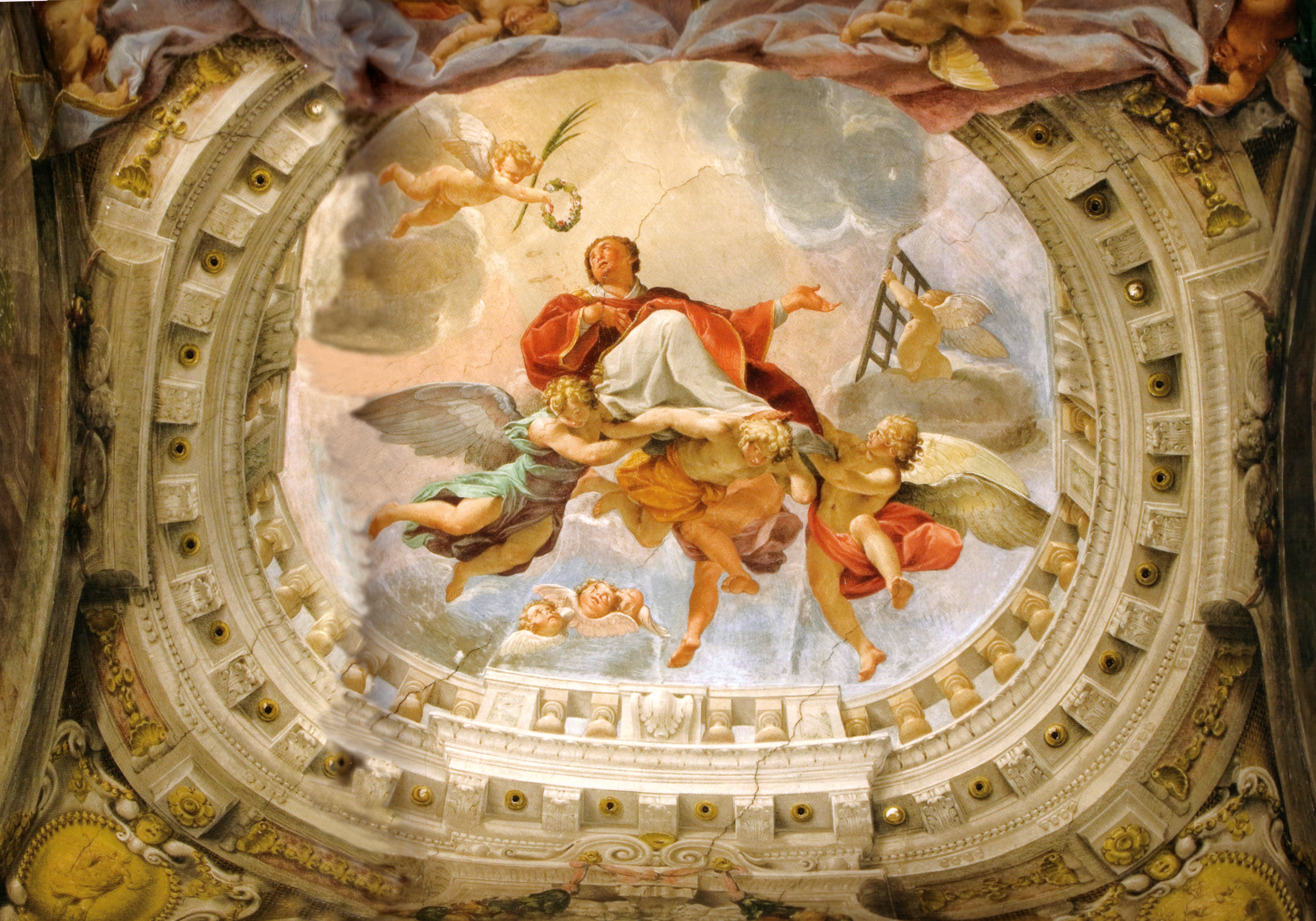
Gloria di San Lorenzo di Angelo Michele Colonna

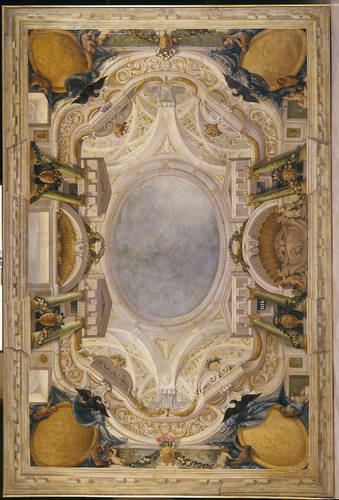
Quadratura nel soffitto del Museo del Prado di Agostino Mitelli

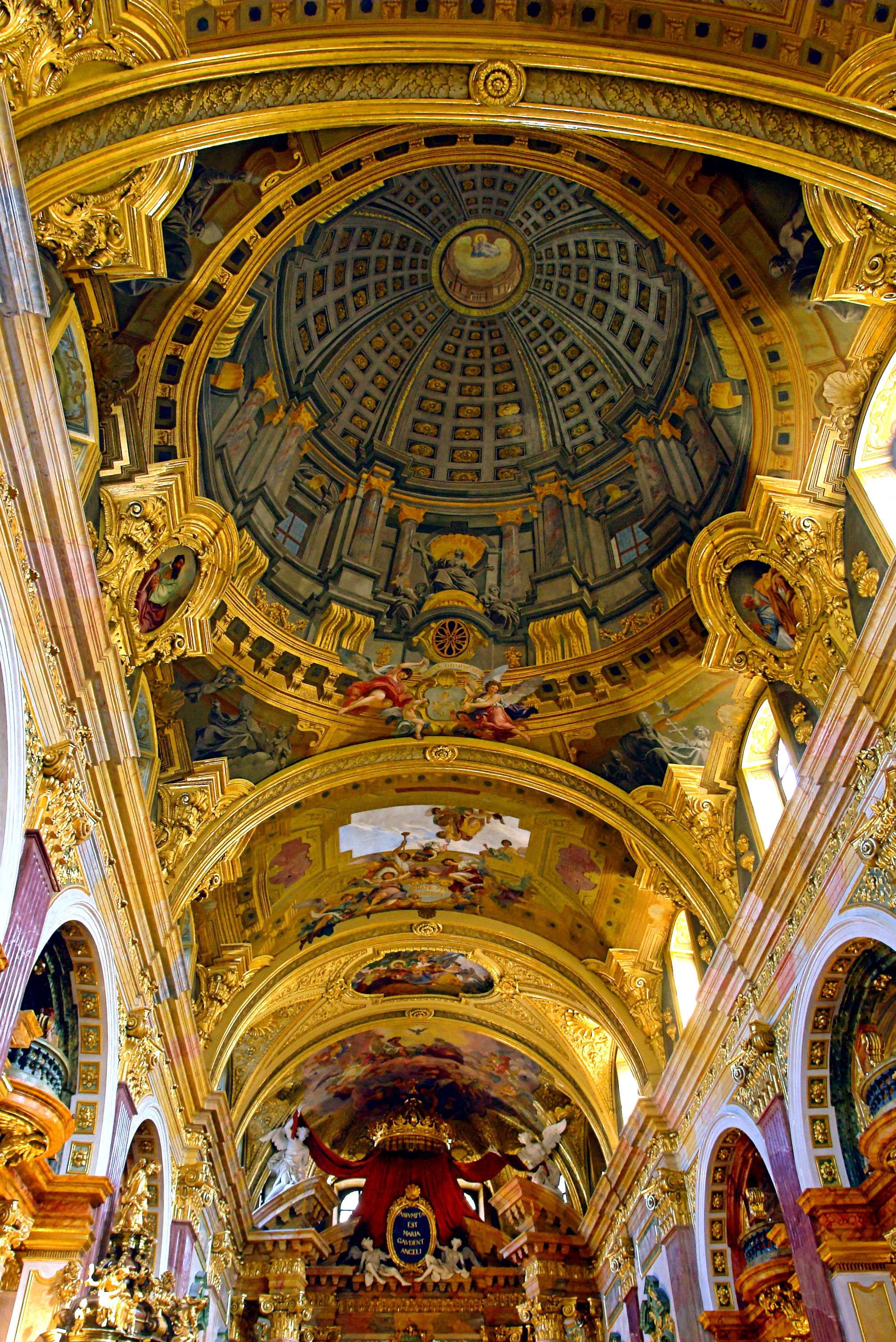
Soffitto della Jesuitenkirche di Vienna, dipinto da Andrea Pozzo (1703)

"Quadratura", è un termine che venne introdotto dagli artisti di affreschi illusionistici del Seicento barocco. In Italia la scuola principale di quadraturisti fu quella di Bologna, il cui capostipite fu Girolamo Curti "il dentone" e i suoi allievi e collaboratori Agostino Mitelli e Angelo Michele Colonna. A differenza del trompe-l'œil o del precedente "sotto in su", la "quadratura" è direttamente legata alle prospettive ed alla rappresentazione di architetture. Questa tecnica pittorica comprendeva anche la pittura di statue e decorazioni a stucco illusorie.
La pittura veniva eseguita su soffitti piatti o con volta a botte, integrando sovente l'architettura già esistente, incentrando la prospettiva su un punto focale centrale. L'utilizzo di nuvole dipinte per simulare un cielo aperto.
La quadratura includeva talvolta la tecnica di pittura dell'anamorfosi.
Esempi di questa tecnica:
- Andrea Pozzo alla chiesa di Sant'Ignazio a Roma e la chiesa dei Gesuiti di Vienna. Egli descrisse la propria arte nell'opera Perspectiva pictorum et architectorum Andreae Putei a societate Jesu (Roma, 1693-1700).
- Pietro da Cortona a Palazzo Barberini,
- Giovanbattista Tiepolo alla Ca' Rezzonico, Villa Pisani a Stra e la sala del trono del Palazzo reale di Madrid,
- Girolamo Curti a Palazzo Odescalchi a Roma,
- Baldassarre Peruzzi nella Villa Farnesina di Roma.
- Pio Panfili nella Sala dell'Aquila al Palazzo dei Priori di Fermo.

Tra gli esponenti di questo genere furono i Galli Bibiena, famiglia bolognese di scenografi ed architetti specializzati in costruzioni di teatri.

## Quadraturisti
- Girolamo Curti
- Angelo Michele Colonna
- Agostino Mitelli
- Andrea Pozzo
- Lorenzo del Moro
- Pietro Anderlini
- Rinaldo Botti
- Giovanni Antonio Fumiani
- Giuseppe Tonelli
- Mauro Antonio Tesi
- Jacopo Chiavistelli
- Giuseppe Rolli
- Antonio Rolli

## Immagini di pittura illusionistica

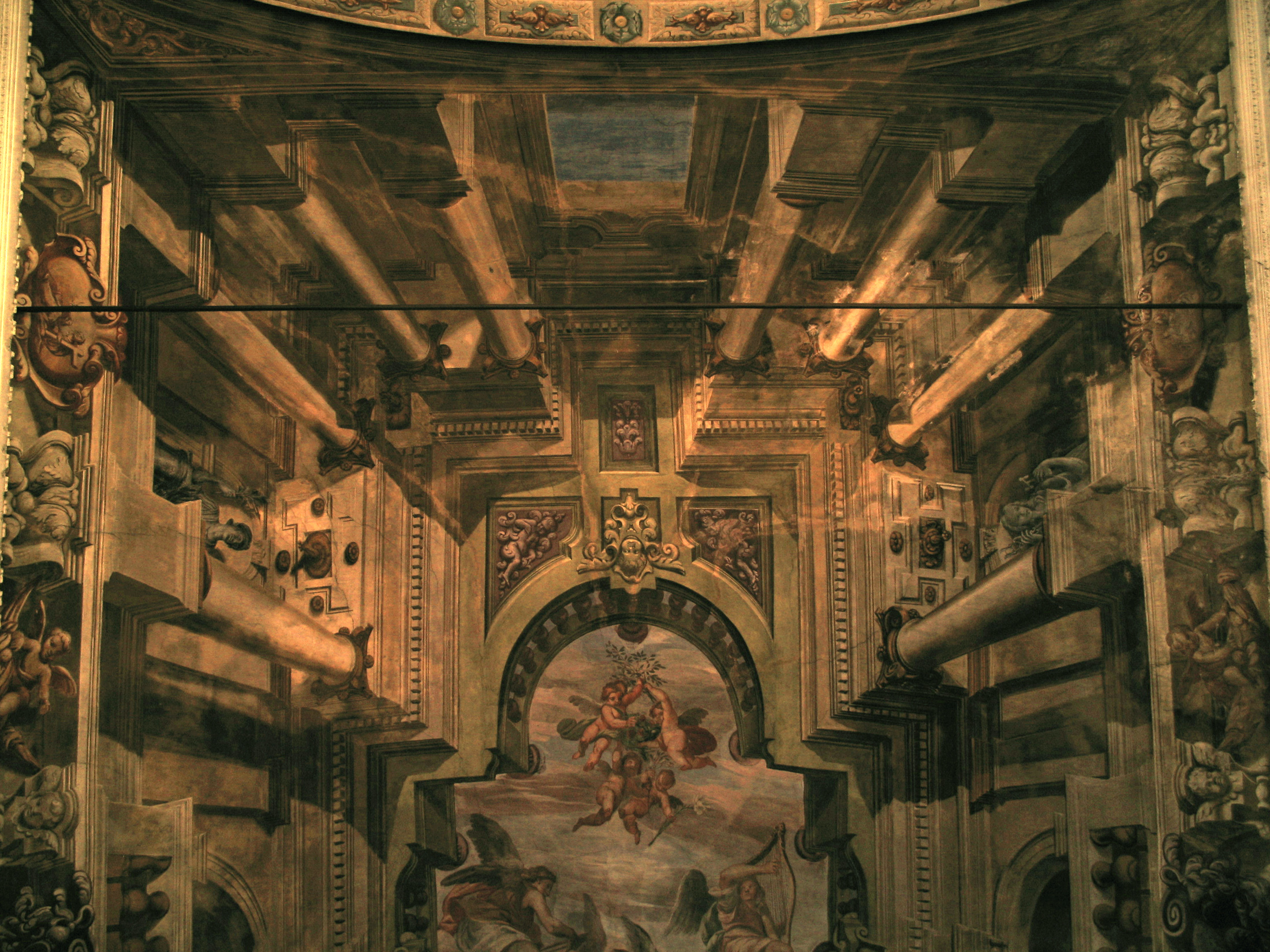
Volta della chiesa di Santa Maria del Corlo a Lonato del Garda
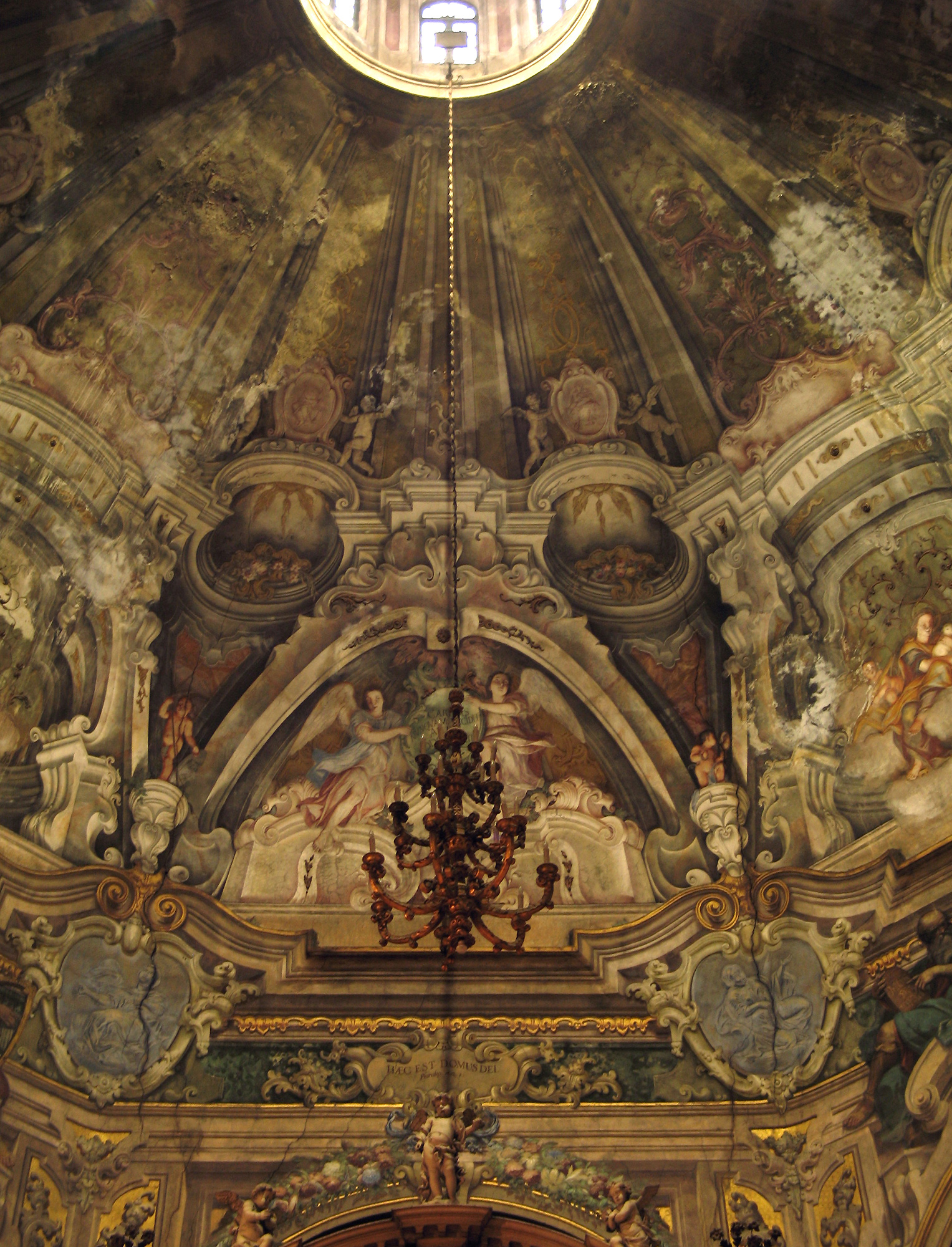
Affresco sulla volta della chiesa di Santa Maria della Carità in Brescia
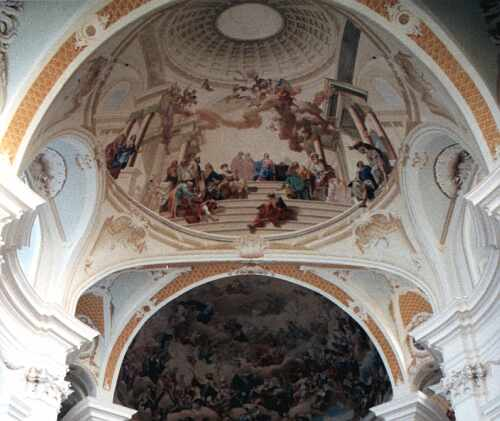
Affresco nella città tedesca di Neresheim
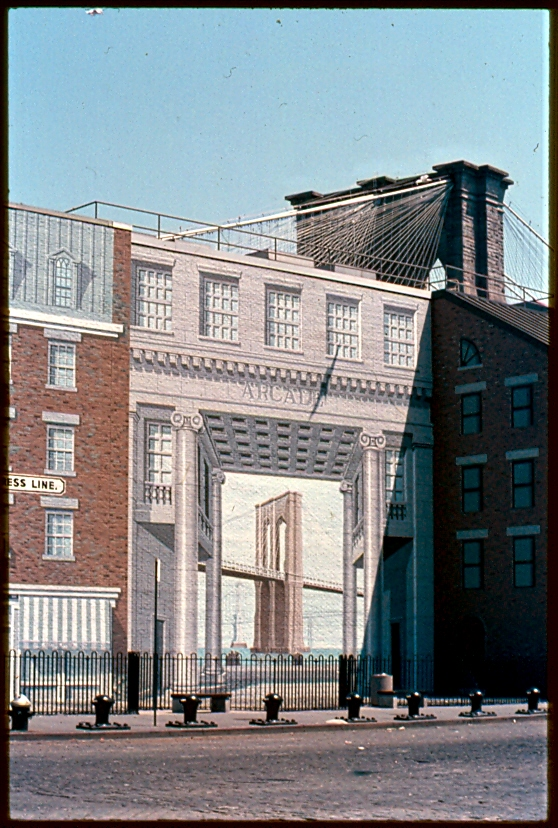
Falsa facciata e Trompe-l'œil a New York, Ponte di Brooklin, di Richard Haas, 1981
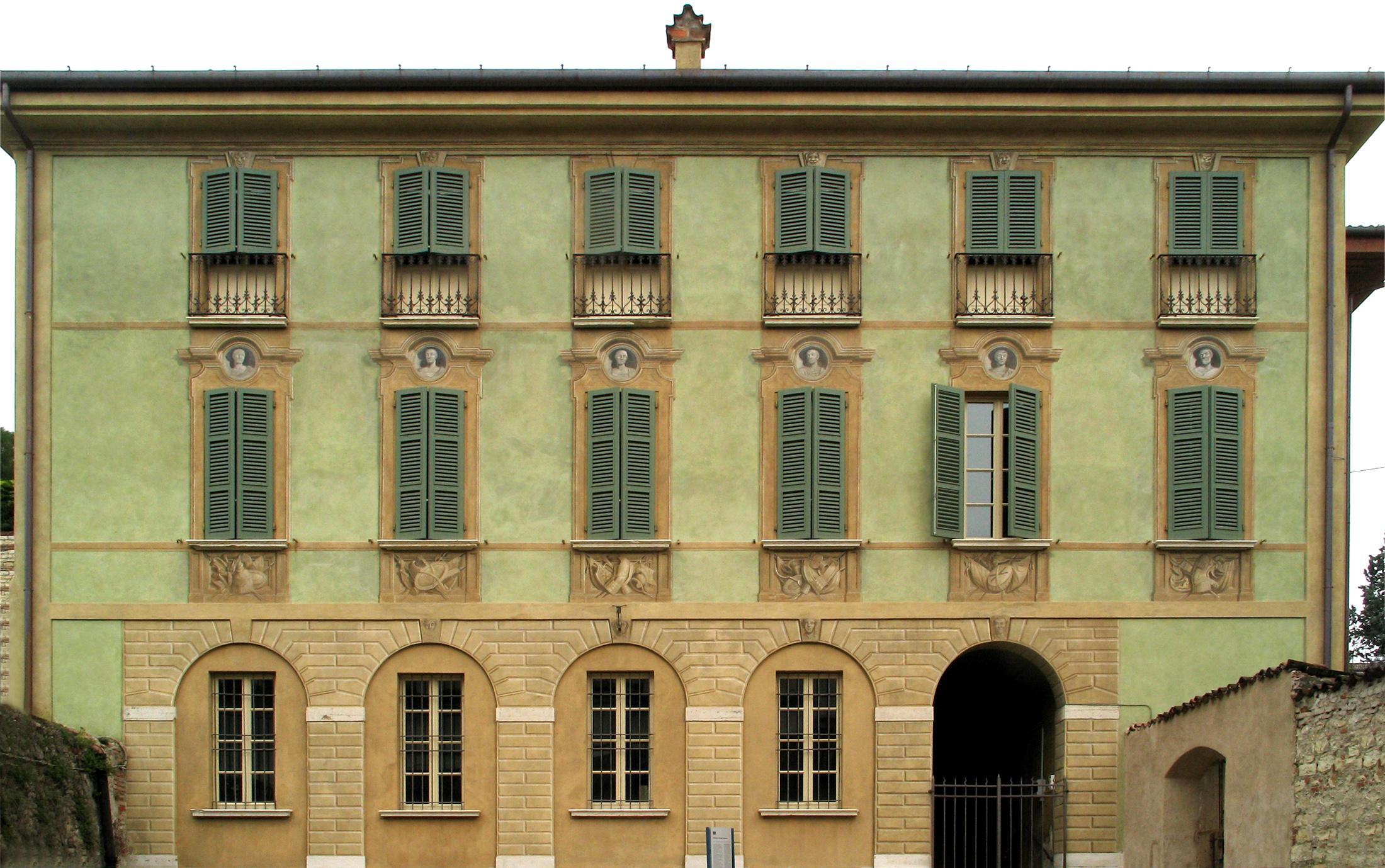
Villa in Brescia con falsa facciata
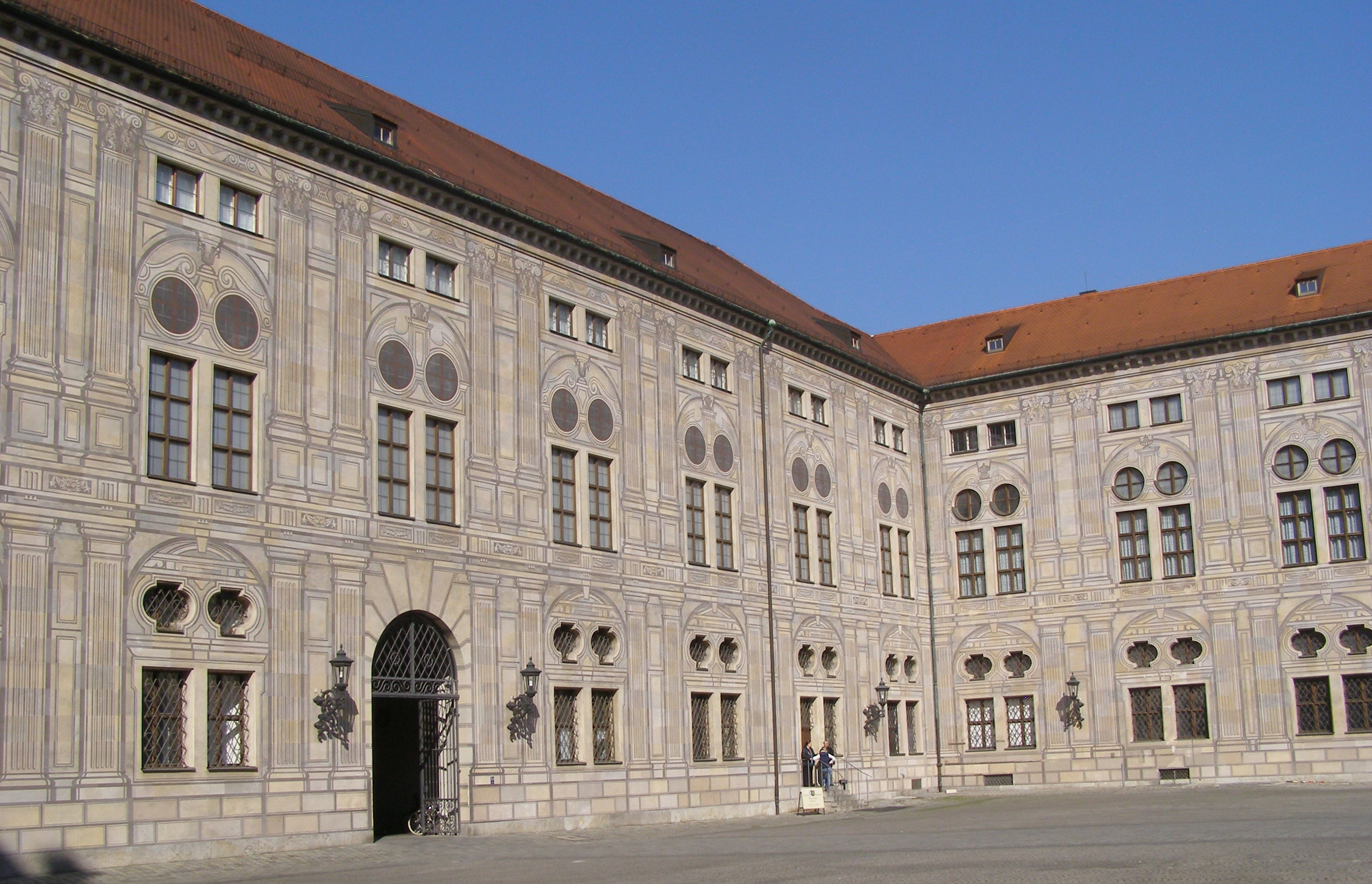
Pittura illusionistica nella corte della Residenza di Monaco di Baviera
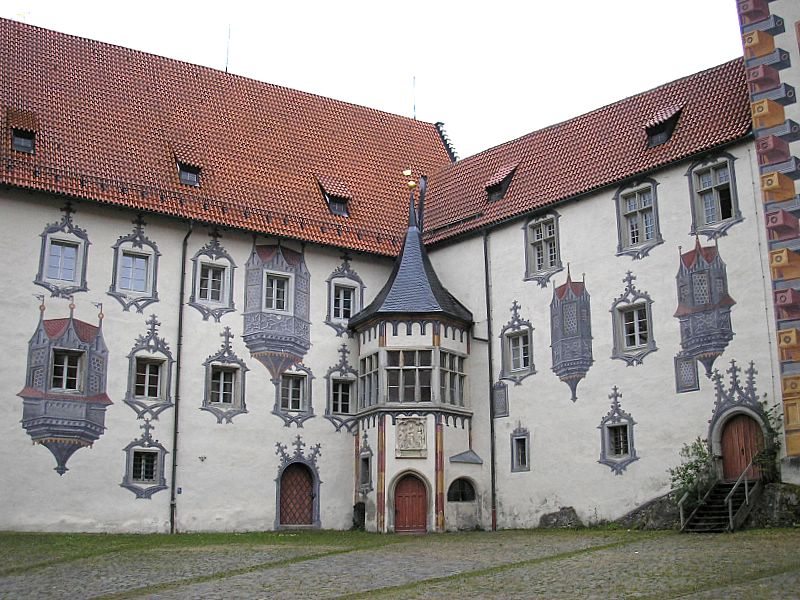
Erker dipinto nel castello alto di Füssen